# آبشار واپتا
آبشار واپتا (به انگلیسی: Wapta Falls) آبشاری است که در بریتیش کلمبیا، کانادا واقع شده و ارتفاع کلی ریزشگاه آن ۹۸ فوت (۳۰ متر) است.